# تشارلز دبليو. شيلدز
تشارلز دبليو. شيلدز (بالإنجليزية: Charles W. Shields)‏ هو سياسي أمريكي، ولد في 25 يوليو 1959 في كانساس سيتي في الولايات المتحدة. حزبياً، نشط في الحزب الجمهوري. وقد انتخب عضو مجلس ولاية ميزوري وانتخب عضو مجلس نواب ولاية ميسوري.